# ブザンソン美術館

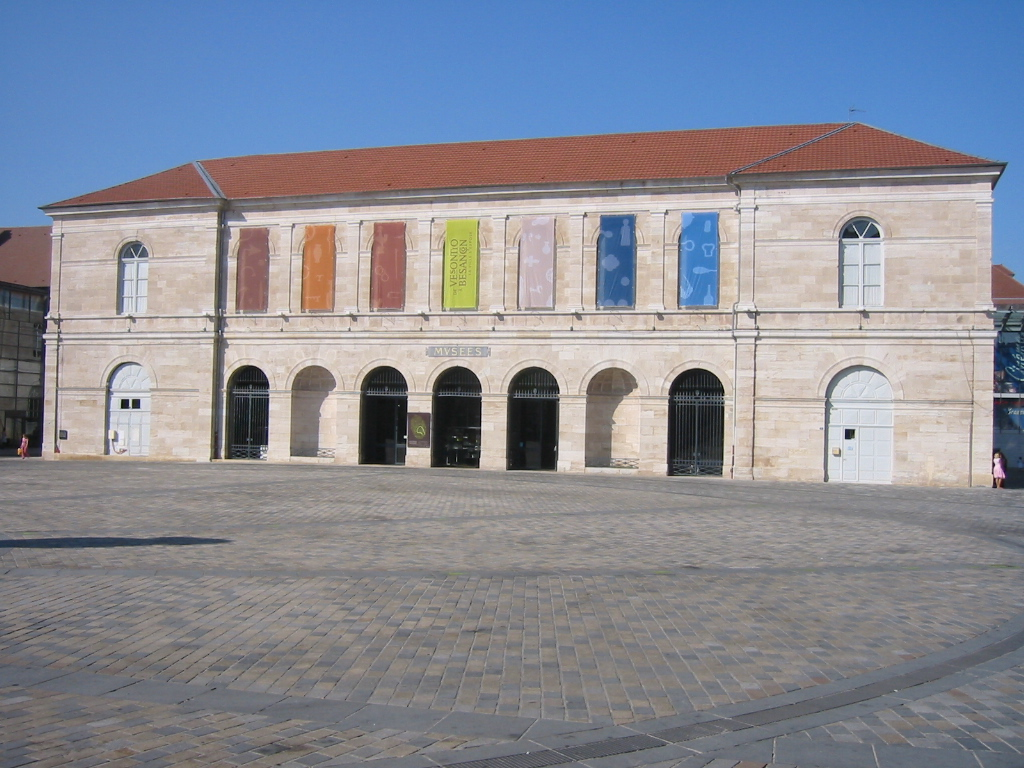
ブザンソン美術館

ブザンソン美術館(フランス語: Musée des Beaux-Arts et d'archéologie, 英語: Museum of Fine Arts and Archeology)は、フランスブザンソン にある美術館である。
1694年に設立された。

## 主なコレクション
- 14世紀から20世紀のヨーロッパの絵画・彫刻

- イタリア: フェデリコ・バロッチ, ティントレット, アンニーバレ・カラッチ, ジョヴァンニ・バッティスタ・ティエポロ、ジョヴァンニ・ベリーニ, ティツィアーノ・ヴェチェッリオ, オノフリオ・パルンボ, ジュゼッペ・レッコ, ルカ・ジョルダーノ, ジョヴァンニ・バッティスタ・ティエポロ, アーニョロ・ブロンズィーノ(the Deposition of Christ)。
- ヨーロッパ北部: アルブレヒト・デューラー, ピーテル・パウル・ルーベンス, ヤーコブ・ヨルダーンス, レンブラント・ファン・レイン、 ルーカス・クラナッハ, ヤン・ブリューゲル (父), ヤン・リーフェンス, ヤーコプ・ファン・ロイスダール, アルベルト・カイプ, ウィレム・クラースゾーン・ヘーダ, ヤン・ファン・ホーイェン。
- スペイン: フランシスコ・デ・スルバラン, フアン・デ・アレラーノ, フランシスコ・デ・ゴヤ。
- フランス: ニコラ・プッサン, ウスタシュ・ル・シュウール, シモン・ヴーエ, フランソワ・ブーシェ, ジャン・オノレ・フラゴナール, ユベール・ロベール, アントワーヌ・ヴァトー, ジャック＝ルイ・ダヴィッド, テオドール・ジェリコー, ウジェーヌ・ドラクロワ, ラウル・デュフィ, アルベール・マルケ, アンリ・マティス, オーギュスト・ロダン、フィリップ・ド・シャンパーニュ, ドナシャン・ノノット, ドミニク・アングル, ポール・ドラローシュ, ギュスターヴ・クールベ(The kill of deer), ポール・シニャック, ピエール・ボナール, フェリックス・ヴァロットン, ピエール＝オーギュスト・ルノワール, シュザンヌ・ヴァラドン。

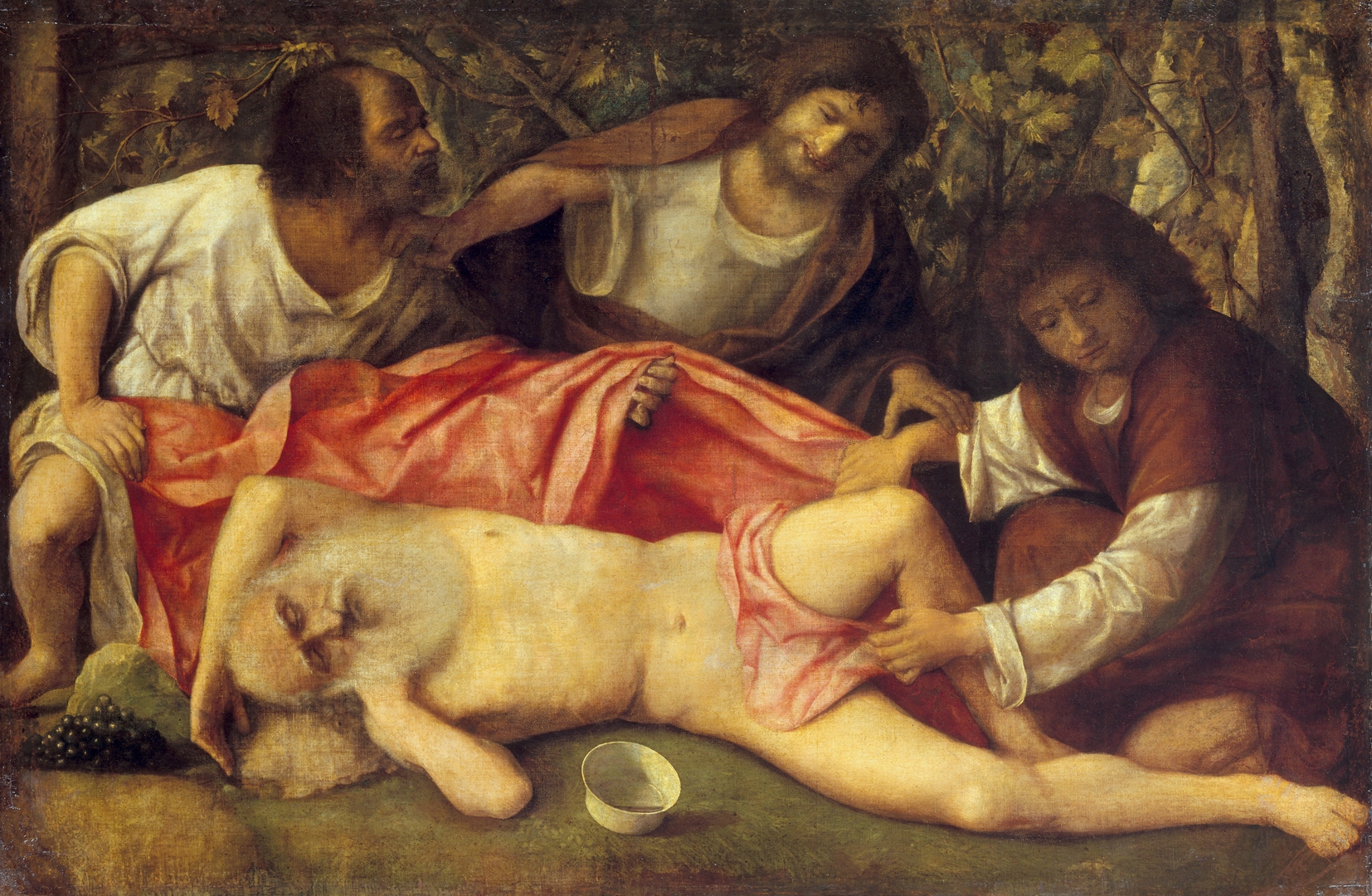
Drunkenness of Noah, ジョヴァンニ・ベリーニ, c 1515, oil on canvas, 103 × 157 cm.
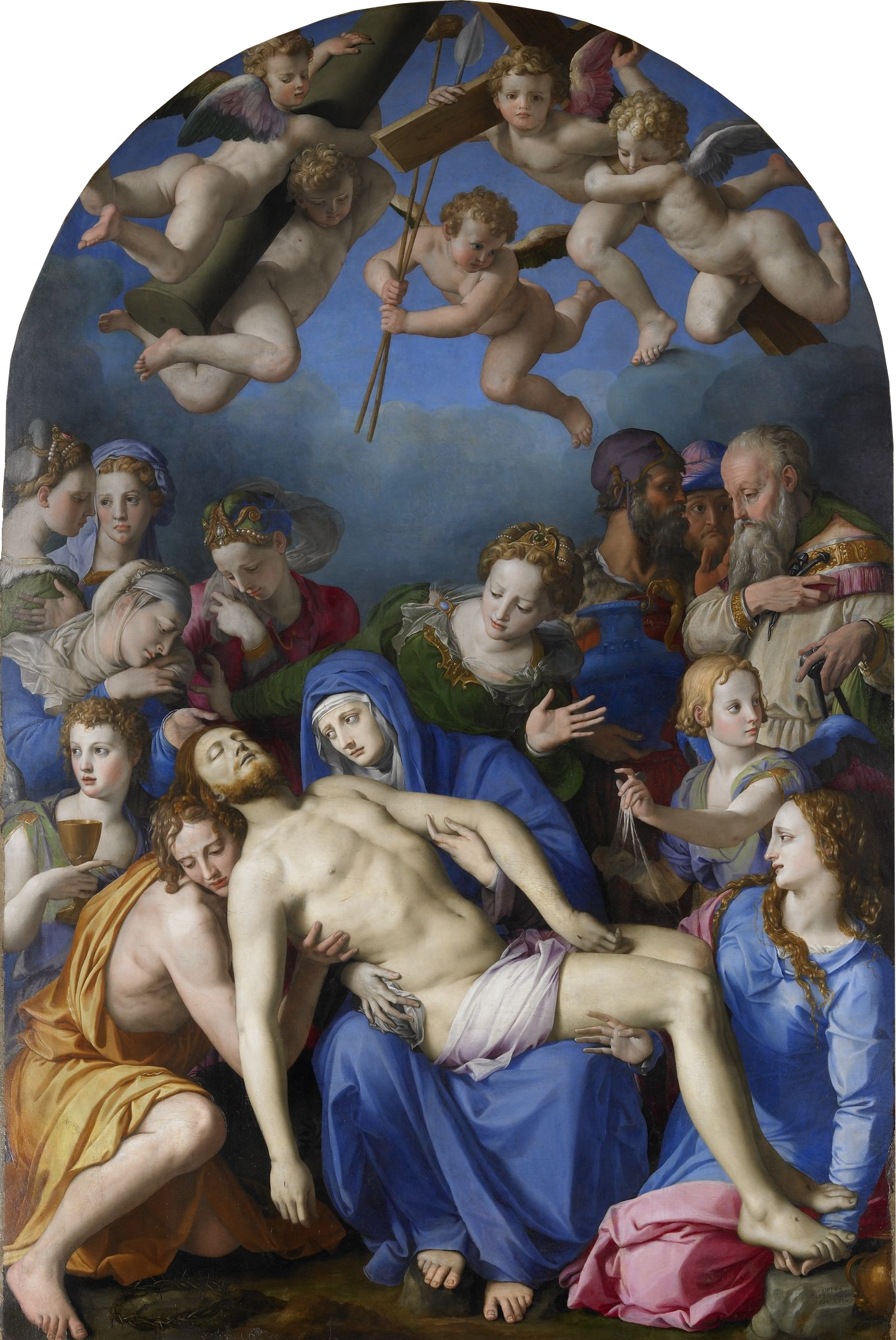
十字架降下(The Deposition of Christ), アーニョロ・ブロンズィーノ, 1540-1545, oil on panel, 268 × 173 cm.
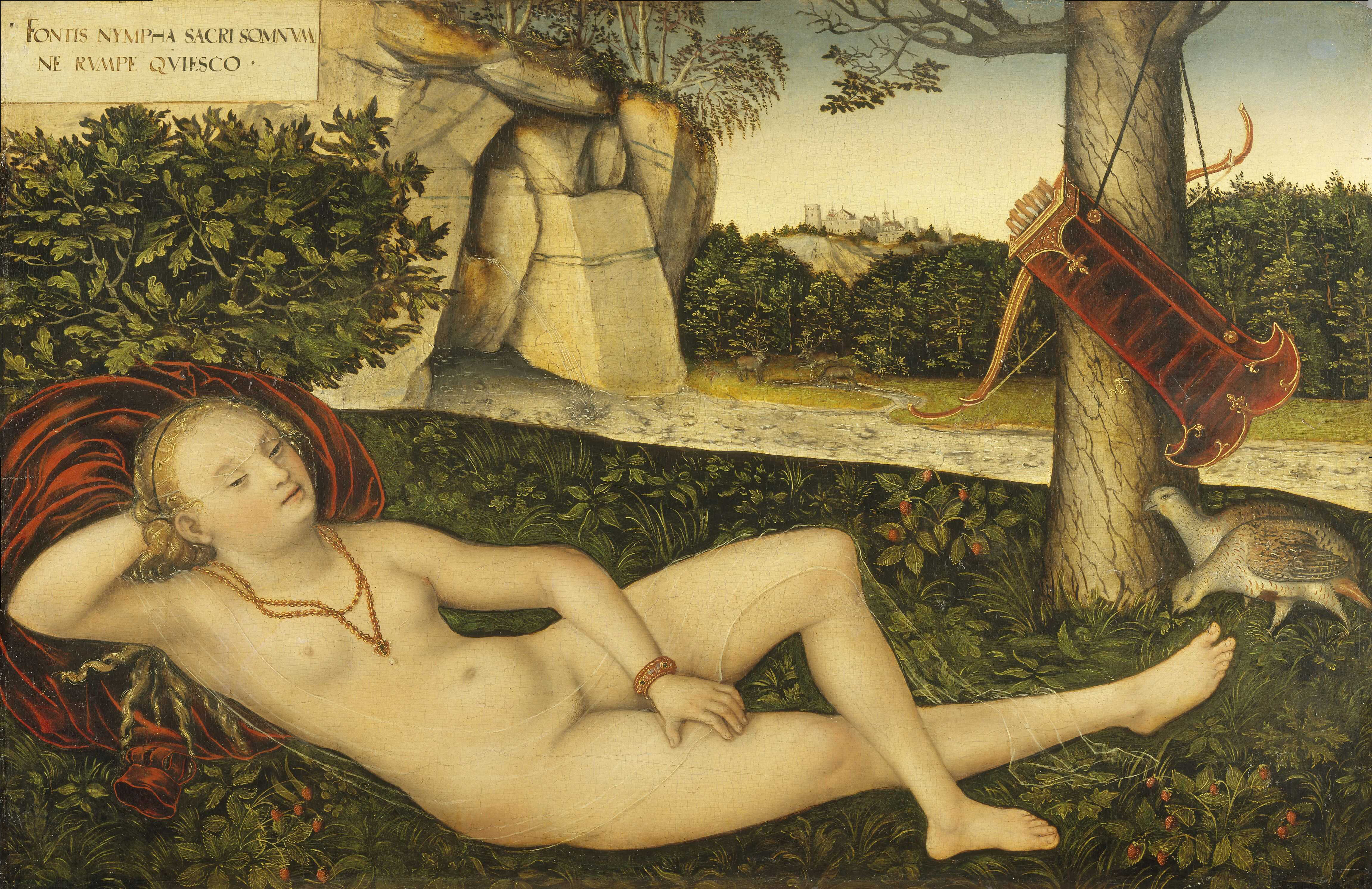
泉のニンフ(Nymph at the source), ルーカス・クラナッハ, 1537, oil on panel, 48,5 × 74,2 cm.
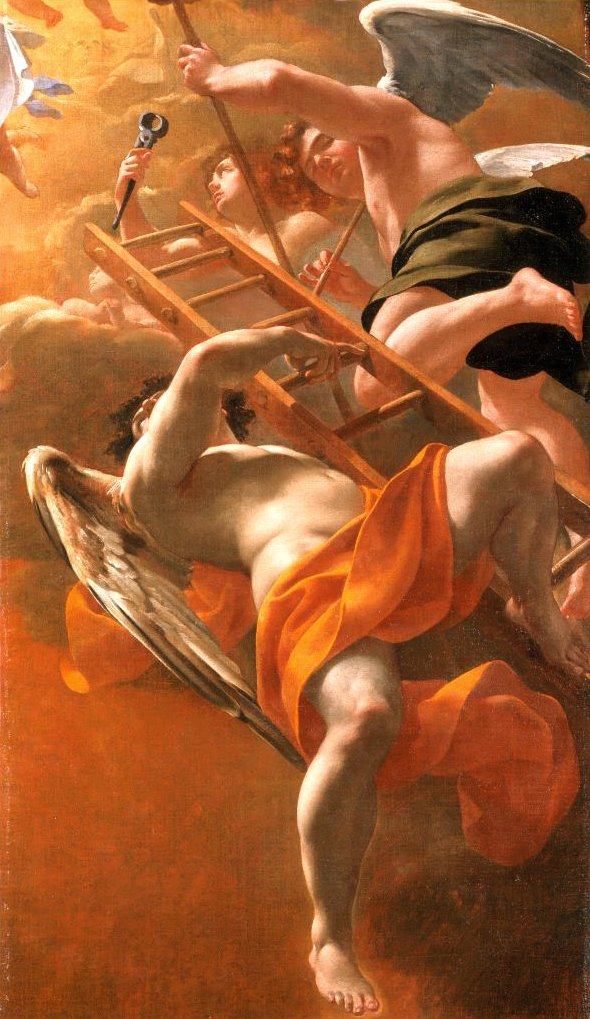
Angels bearing the instruments of the Passion, シモン・ヴーエ, 1626, oil on canvas, 131 × 77 cm.
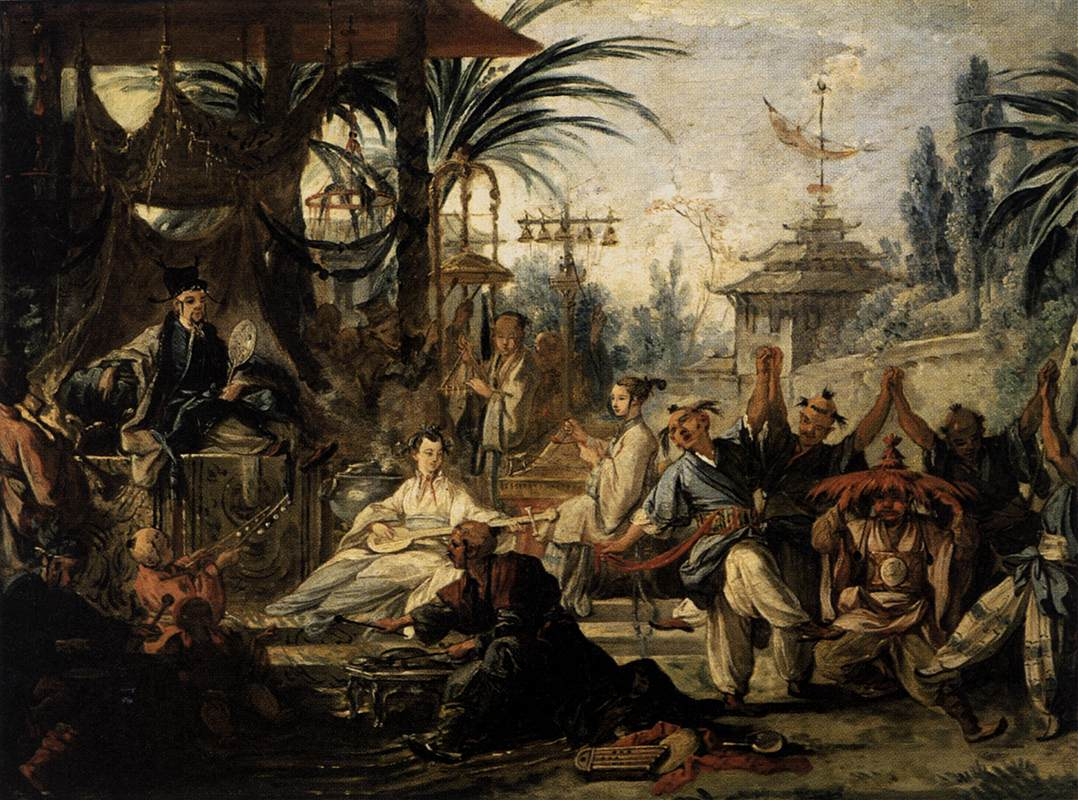
Chinese dance, フランソワ・ブーシェ, 1742, oil on canvas, 42 × 65 cm.
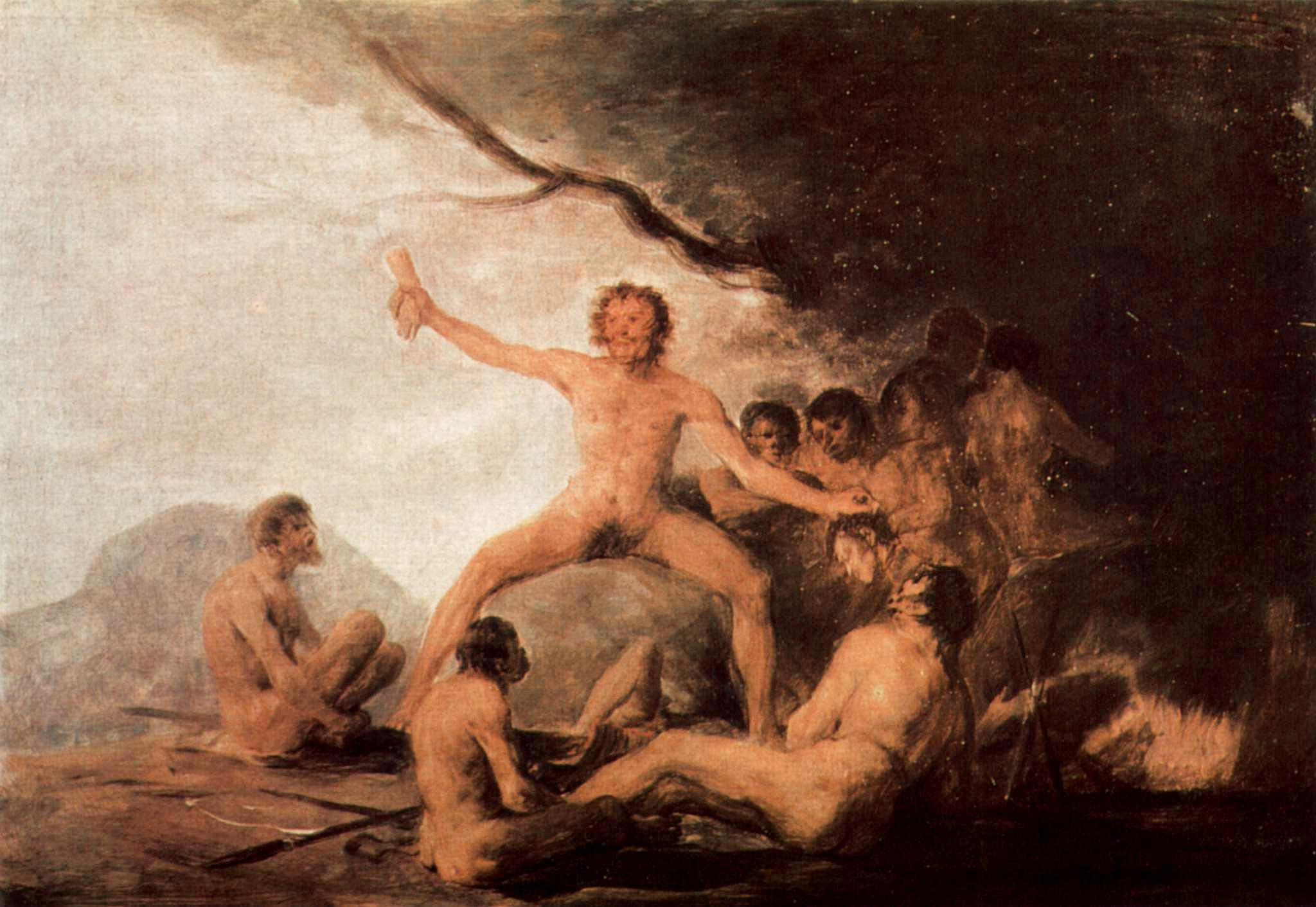
Scene of cannibalism, フランシスコ・デ・ゴヤ, 1800-1805, oil on canvas, 31 × 45 cm.
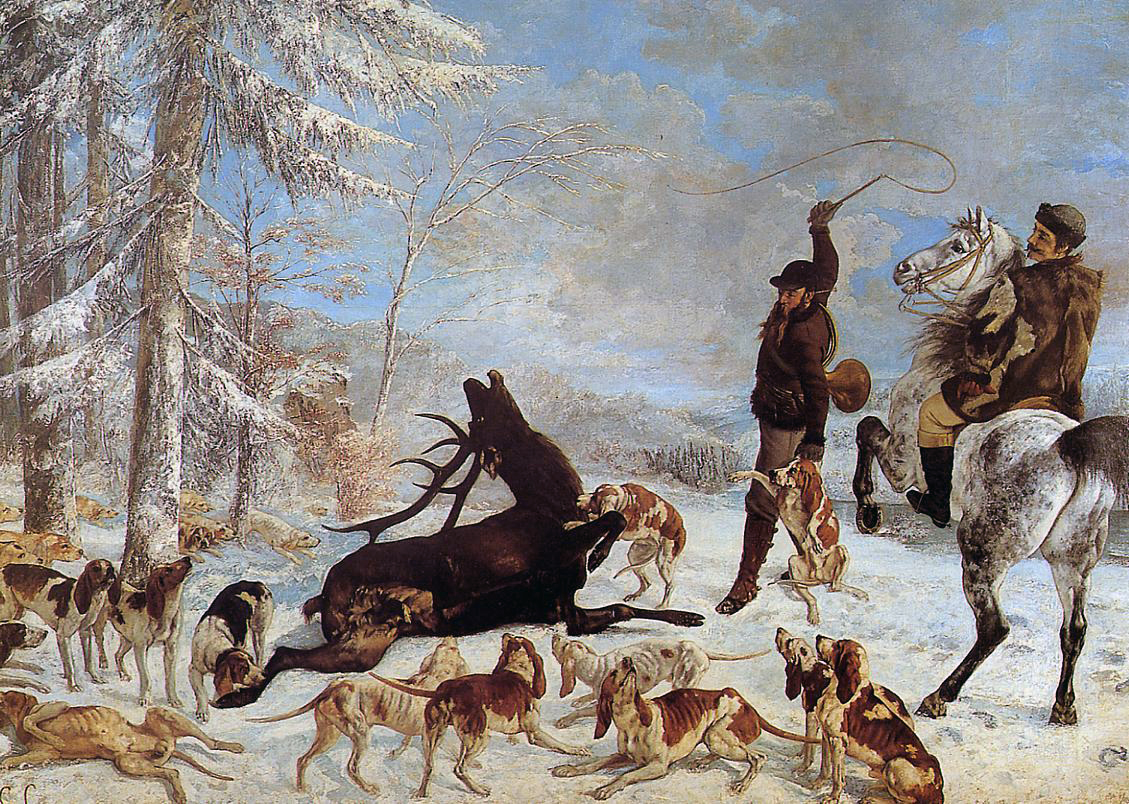
The kill of deer, ギュスターヴ・クールベ, 1867, oil on canvas, 355 × 505 cm.
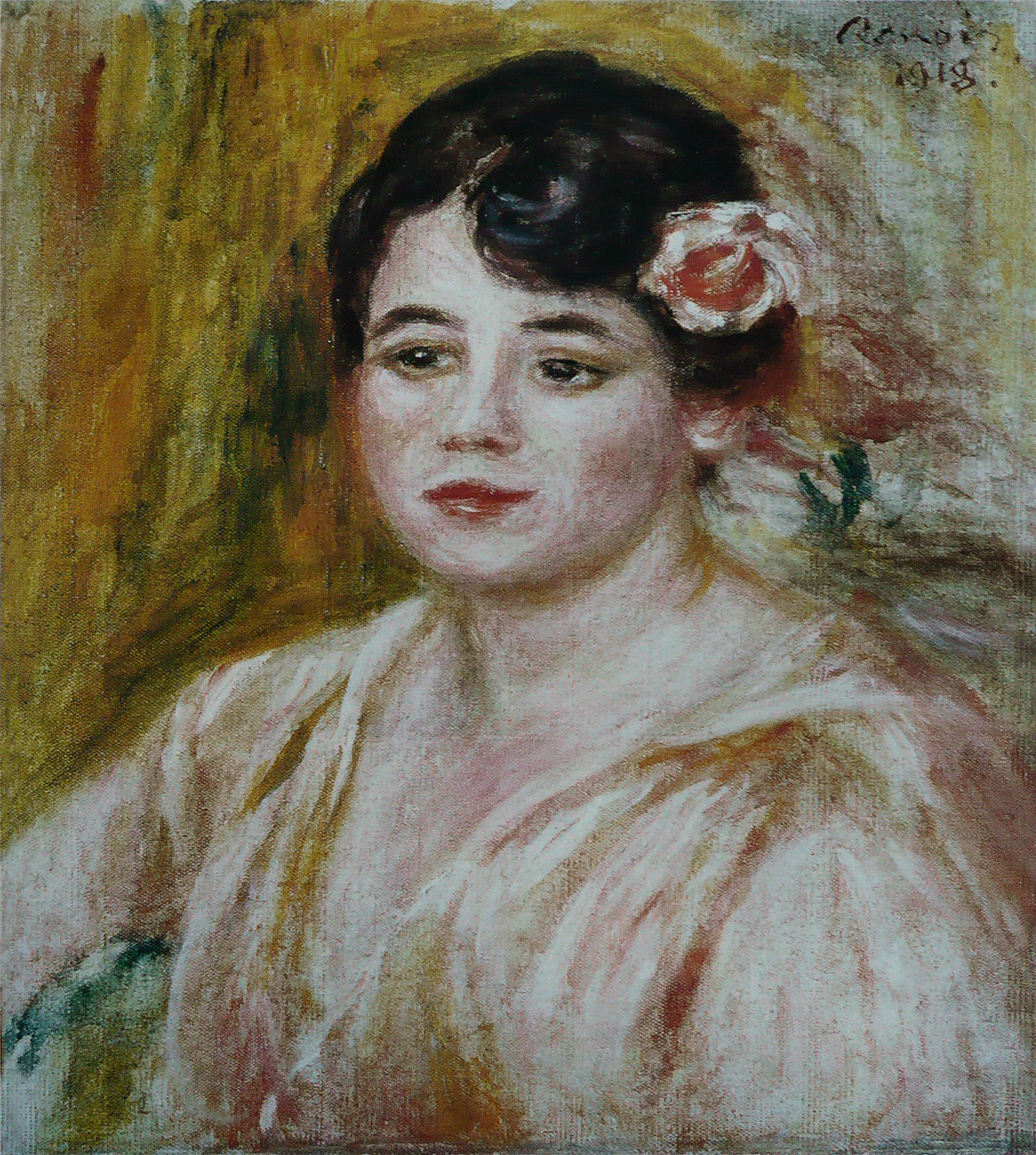
Portrait of Adele Besson, ピエール＝オーギュスト・ルノワール, 1918, oil on canvas, 41 × 36,8 cm.

座標: 北緯47度14分25秒 東経6度01分23秒 / 北緯47.2402度 東経6.0231度